# Challenger de Bogotá 2022
El torneo Open Bogotá 2022, denominado por razones de patrocinio Directv Open Bogota fue un torneo de tenis perteneció al ATP Challenger Tour 2022 en la categoría Challenger 80. Se trató de la 14.ª edición, el torneo tuvo lugar en la ciudad de Bogotá (Colombia), desde el 4 de julio hasta el 10 de julio de 2022 sobre pista de tierra batida al aire libre.

## Jugadores participantes del cuadro de individuales
| Favorito | País                      | Jugador               | Rank1 | Posición en el torneo |
| -------- | ------------------------- | --------------------- | ----- | --------------------- |
| 1        | Bandera de Argentina      | Facundo Mena          | 160   | Segunda ronda         |
| 2        | Bandera de Argentina      | Juan Pablo Ficovich   | 163   | CAMPEÓN               |
| 3        | Bandera de Brasil         | Felipe Meligeni Alves | 197   | Cuartos de final      |
| 4        | Bandera de Argentina      | Francisco Comesaña    | 213   | Baja                  |
| 5        | Bandera de Austria        | Gerald Melzer         | 247   | FINAL                 |
| 6        | Bandera de Chile          | Gonzalo Lama          | 263   | Primera ronda         |
| 7        | Bandera de Serbia         | Miljan Zekić          | 276   | Semifinales           |
| 8        | Bandera de Argentina      | Gonzalo Villanueva    | 286   | Segunda ronda         |
| 9        | Bandera de Estados Unidos | Aleksandar Kovacevic  | 298   | Primera ronda         |

- 1 Se ha tomado en cuenta el ranking del 27 de junio de 2022.

### Otros participantes
Los siguientes jugadores recibieron una invitación (wild card), por lo tanto ingresan directamente al cuadro principal (WC):
- Nicolás Buitrago
- Sergio Luis Hernández Ramírez
- Andrés Urrea

Los siguientes jugadores ingresan al cuadro principal tras disputar el cuadro clasificatorio (Q):
- Mateus Alves
- Blu Baker
- Arklon Huertas del Pino
- Ignacio Monzón
- Naoki Nakagawa
- Matías Zukas

## Campeones

### Individual Masculino
- Juan Pablo Ficovich derrotó en la final a  Gerald Melzer, 6–1, 6–2

### Dobles Masculino
- Nicolás Mejía /  Andrés Urrea derrotaron en la final a  Ignacio Monzón /  Gonzalo Villanueva, 6–3, 6–4